# Чудова, Вера Сергеевна
Вера Сергеевна Чудова (25 декабря 1908, Лодзь — 18 февраля 1977, Москва) — советская шахматистка; международный арбитр (1951).
Чемпионка РСФСР (1934) и Москвы (1937, 1941, 1949, 1955). Участница многих чемпионатов СССР (1927—1954); лучшие результаты: 1927 и 1931 — 3-е, 1934/1935 — 2—5-е, 1936 и 1937 — 5-е, 1946/1947 — 2—3-е места. В течение ряда лет председатель женской комиссии шахматной федерации СССР и международной женской комиссии ФИДЕ.
Арбитр Елизаветы Быковой в поединке с К.Зворыкиной в 1960 году.
Автор статей о женских соревнованиях.